# Petromus typicus
Petromus typicus là một loài động vật có vú trong họ Petromuridae, bộ Gặm nhấm. Loài này được A. Smith mô tả năm 1831.

## Hình ảnh

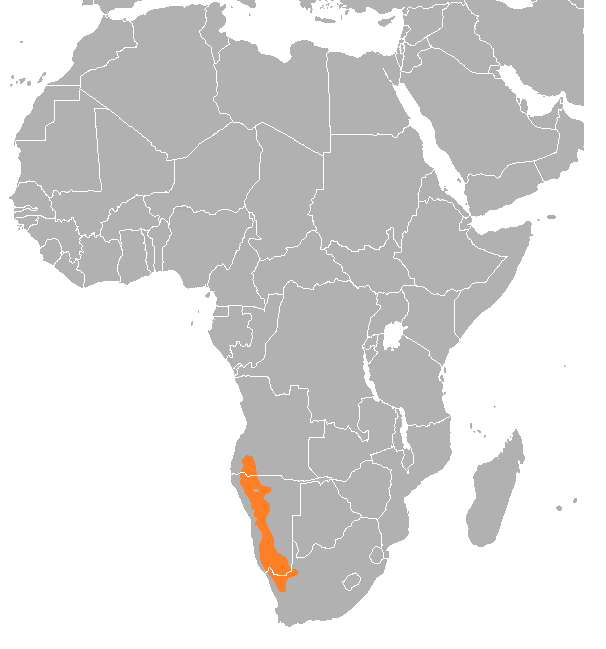
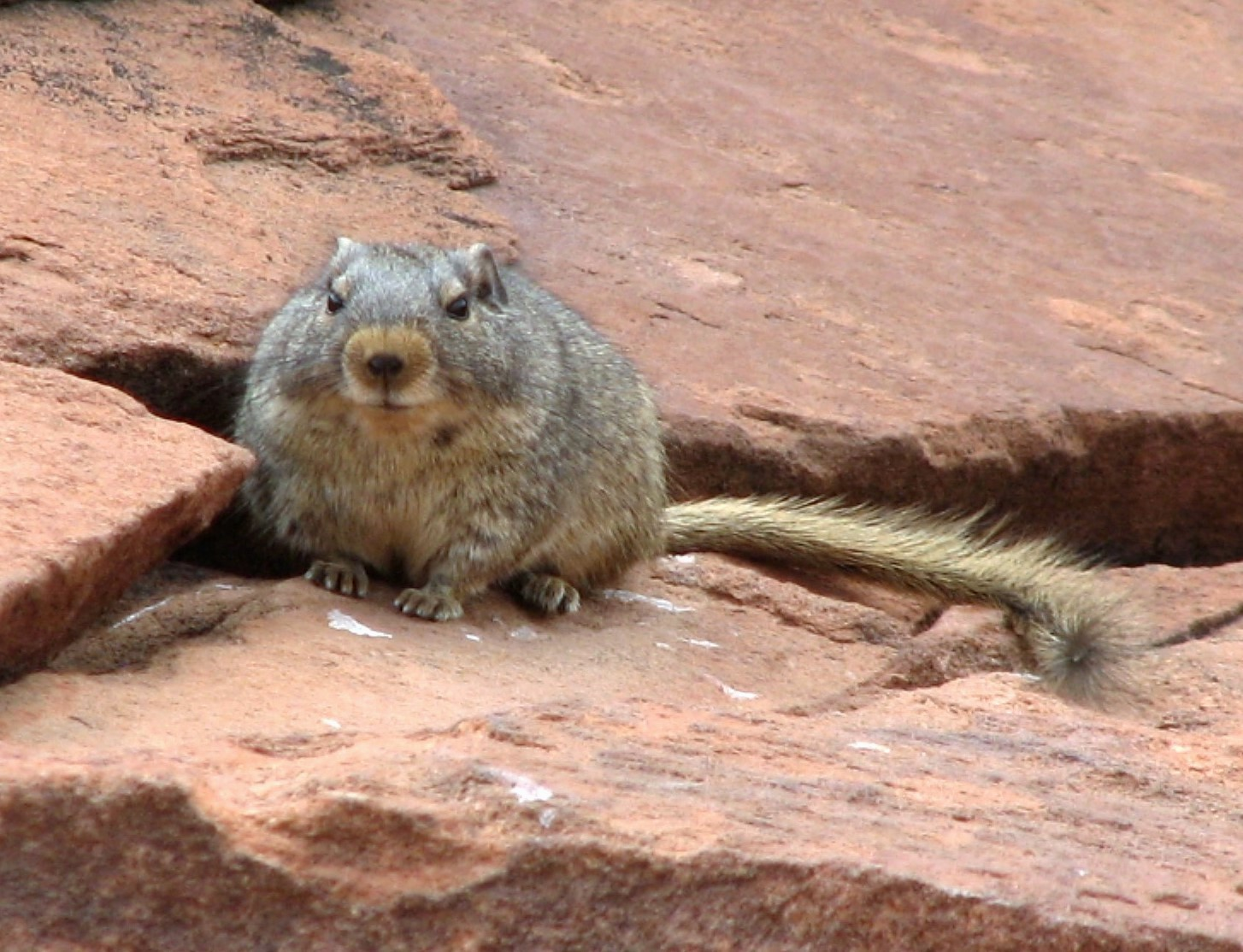